# Żery-Pilaki
Żery-Pilaki [ˈʐɛrɨ piˈlaki] est un village polonais de la gmina de Grodzisk dans le powiat de Siemiatycze et dans la voïvodie de Podlachie
Dans les années 1975-1998, le village appartenait à la voïvodie de Białystok
Les fidèles de l’Église catholique romaine appartiennent à la paroisse Saint-Stanislas évêque et martyr à Pobikry.